# Csernuska
Csernuska (oroszul: Чернушка) város Oroszország Permi határterületén, a Csernuskai járás székhelye.
Lakossága: 33 272 fő (a 2010. évi népszámláláskor).

## Fekvése
A Permi határterület déli részén, Permtől 230 km-re, Baskíria határa közelében, a Sztrezs és mellékfolyója, a Csernuska partján helyezkedik el. Vasútállomás a Kazany–Jekatyerinburgba vasúti fővonalon. A terület a Középső-Urál nyugati lejtőjéhez tartozik.

## Története
Csernuska falut 1854-ben alapították. A Kazany–Jekatyerinburg vasútvonal fektetésekor néhány kilométerrel odébb épült a vasútállomás, melyet 1919-ben nyitottak meg, és a mellette kialakult települést a faluról nevezték el. 1931-ben járási székhellyé, 1945-ben munkástelepüléssé, 1966-ban várossá nyilvánították.
Közelében, a várostól 15 km-re keletre az 1950-es években földgáz- és olajlelőhelyet tártak fel, kitermelése 1958-ban kezdődött meg. A városban olajipari cégek mellett építőipari és élelmiszeripari üzemek (húsipari, tejfeldolgozó kombinát) működnek.